# اوفنهایم
شهر اوفنهایم (به آلمانی: Uffenheim) در ایالت بایرن در کشور آلمان واقع شده‌است.